# 阿瑟·贾菲
阿瑟·迈克尔·贾菲（英語：Arthur Michael Jaffe，/ˈdʒæfi/，1937年12月22日—），美国数学物理学家，哈佛大学教授。